# 말레이시아화인협회

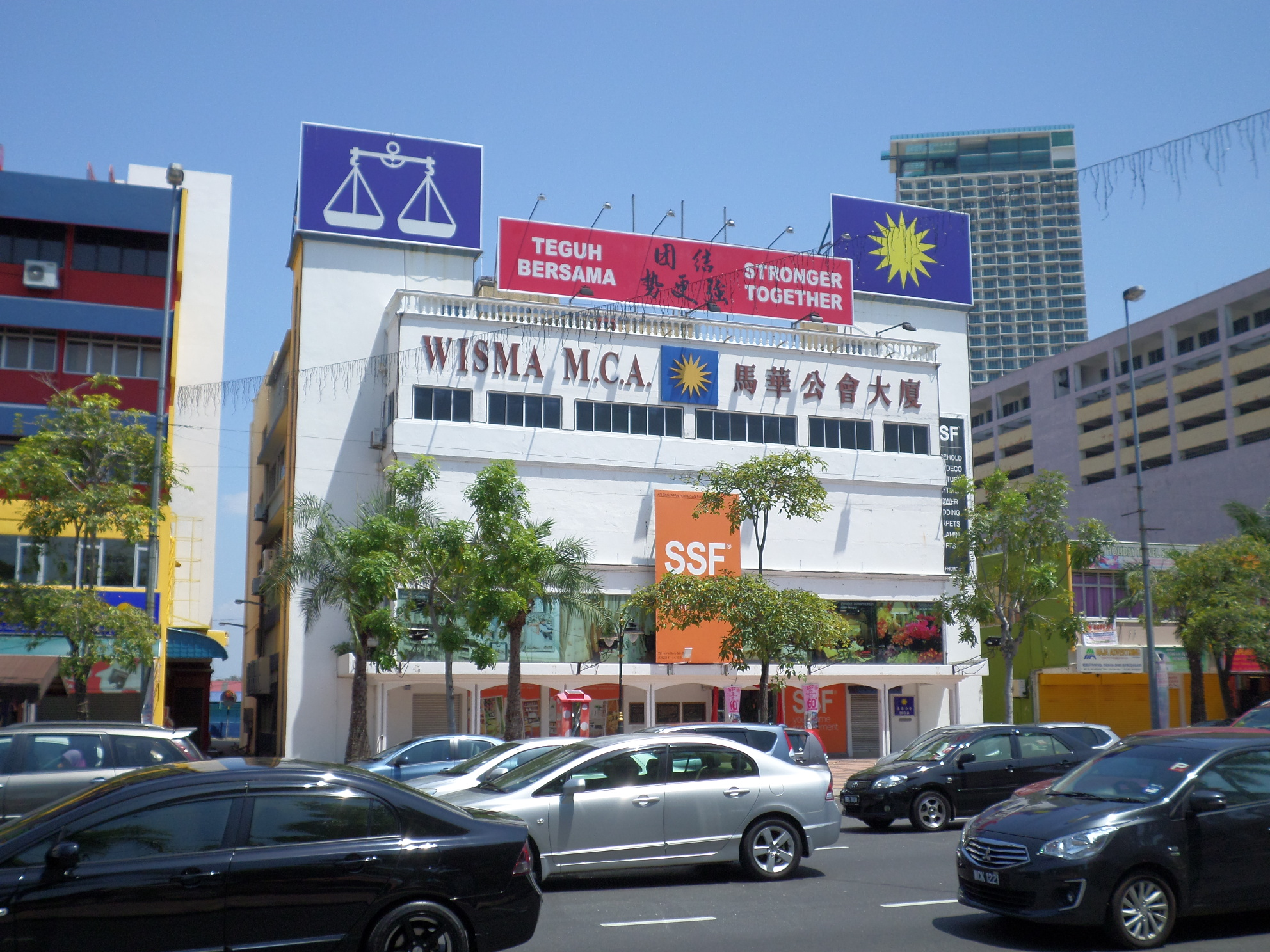
살라트

파티 엠블럼

말레이시아화인협회(중국어: 马来西亚华人公会)는 말레이시아의 중국계 정당으로, 현재 집권 연합인 국민전선(BN)의 일원이다. 약칭인 MCA로 더 잘 알려져 있는데 이는 영어명인 Malaysian Chinese Association의 약칭이다. 말레이시아중국인협회, 말레이시아화인연합, 말레이시아중국인연합 등으로도 불린다.
BN 내 대표 정당인 통일말레이국민조직(UMNO)과 말레이시아인도인회의(MIC)와 더불어 가장 큰 정당 중 하나이며, 말레이시아 정계 내에서 큰 영향력을 행사하고 있다. 화렌 홀딩스(Huaren Holdings)와 같은 회사들을 실질적으로 보유하고 있으며, 두 개의 대표적인 신문사 - 더 스타(말레이시아 최고의 영어 신문), 난양샹파우(서말레이시아 최고의 중국어 신문) - 를 보유하고 있다.
한때는 중국계들을 대변하는 최고의 정당이었지만, 최근 중국계들의 지지가 민주행동당(DAP) 등 야권으로 이동함에 따라 지지율이 축소하고 있으며, 실질적으로 중국계들의 지지를 얻지 못하는 편이다.

## 같이 보기
- 말레이시아의 정당
- 말레이시아의 정치
- 중국국민당